# Nasair
Nasair — авіакомпанія, що базується в Еритреї, належить групі компаній Nasair Group, здійснює обмежена кількість міжнародних рейсів. Компанія базується в р. Массауа і здійснює ряд регулярних внутрішніх рейсів на території Еритреї, а також обмежена кількість регулярних авіарейсів на Близький Схід, в Африку і в Лондон.

## Пункти призначення
Nasair літає в наступні місця за станом на травень 2009 року:

### Внутрішні рейси
- Асмера — Міжнародний аеропорт Асмери
- Ассаб — Міжнародний аеропорт Асабба (Assab International Airport)
- Массауа — Міжнародний аеропорт Массауи

### Міжнародні рейси
- Каїр — Міжнародний аеропорт Каїра
- Дубай — Міжнародний аеропорт Дубая
- Джидда — Міжнародний аеропорт імені короля Абдулазіза (King Abdulaziz International Airport)
- Хартум — Міжнародний аеропорт Хартума (Khartoum International Airport)
- Порт-Судан — Міжнародний аеропорт Порт-Судану (Port Sudan International Airport)
- Нджамена — Міжнародний аеропорт Нджамени (NDjamena International Airport)
- Мілан — Міланський аеропорт Мальпенса
- Сезонні чартерні рейси в Західну Африку і Джідду для прочан, що здійснюють хадж.

## Мережа вантажоперевезень Nasair
Nasair виробляє перевезення вантажів з Міжнародного аеропорту Массауа в:
- Асмеру
- Джидду
- Дубай
- Джубу
- Найробі
- Нджамену
- Хартум

В обслуговуваних Nasair містах вона пропонує послугу NASpac, що представляє собою систему доставки пакетів вагою до 5 фунтів (2,5 кг). Пакети пересилаються в будь-який інший пункт призначення, який літають літаки компанії, найближчим авіарейсом. Хоча це і не зовсім кур'єрська служба подібно DHL, FedEx або UPS, все ж це альтернатива для тих клієнтів у Східній Африці, де знаходиться більша частина пунктів призначення Nasair.

## Флот
Флот Nasair складається з таких літаків (станом на березень 2009 р.)
:
- 1 × Boeing 737 NAS
- 2 Boeing 737-200 NAD